# Abzeichen zum 2. Jahrestag der NVA
Das Abzeichen zum 2. Jahrestag der NVA war in der Deutschen Demokratischen Republik (DDR) eine im Fachbereich des Ministeriums für Nationale Verteidigung verliehene nichtstaatliche Jubiläumsauszeichnung, welche anlässlich des zweiten Jahrestages der Gründung der NVA, 1958, vom Minister für Nationale Verteidigung Willi Stoph gestiftet wurde. 

## Aussehen
Das Abzeichen hat die Form einer vergoldeten nichttragbaren Medaille mit einem Durchmesser von ca. 34 mm und zeigt auf ihrem Avers mittig das Porträt eines NVA-Soldaten mit Stahlhelm bis zu den Kragenspiegeln vor zwei rauchenden Fabrikschloten. Umschlossen wird die Symbolik von der Umschrift: NATIONALE VOLKSARMEE oben und 2 JAHRE unten. Das Revers ist bisher unbekannt.

## Trageweise
Die zu diesem Anlass herausgegebenen Abzeichen durften zehn Tage vor und zum betreffenden Tag an der linken Brusttasche getragen werden. Voraussetzung dafür war, dass das Abzeichen überhaupt zum Tragen bestimmt war, da es auch nichttragbare gab. Nach den Feierlichkeiten war das Abzeichen abzunehmen, verblieb aber im Besitz des Beliehenen.